# Philippe Caffieri (1634–1716)
Philippe Caffieri, född 1634 i Rom, död 1716 i Paris, var en italiensk dekorationsskulptör, far till Jacques Caffieri. 
Efter att ha arbetat i påven Alexander VII:s tjänst blev han kallad till Frankrike av kardinal Mazarin och trädde i Ludvig XIV:s tjänst 1660. Han äktade systern till kungens målare, Charles Le Brun. 